# 古滕貝格 (紐澤西州)

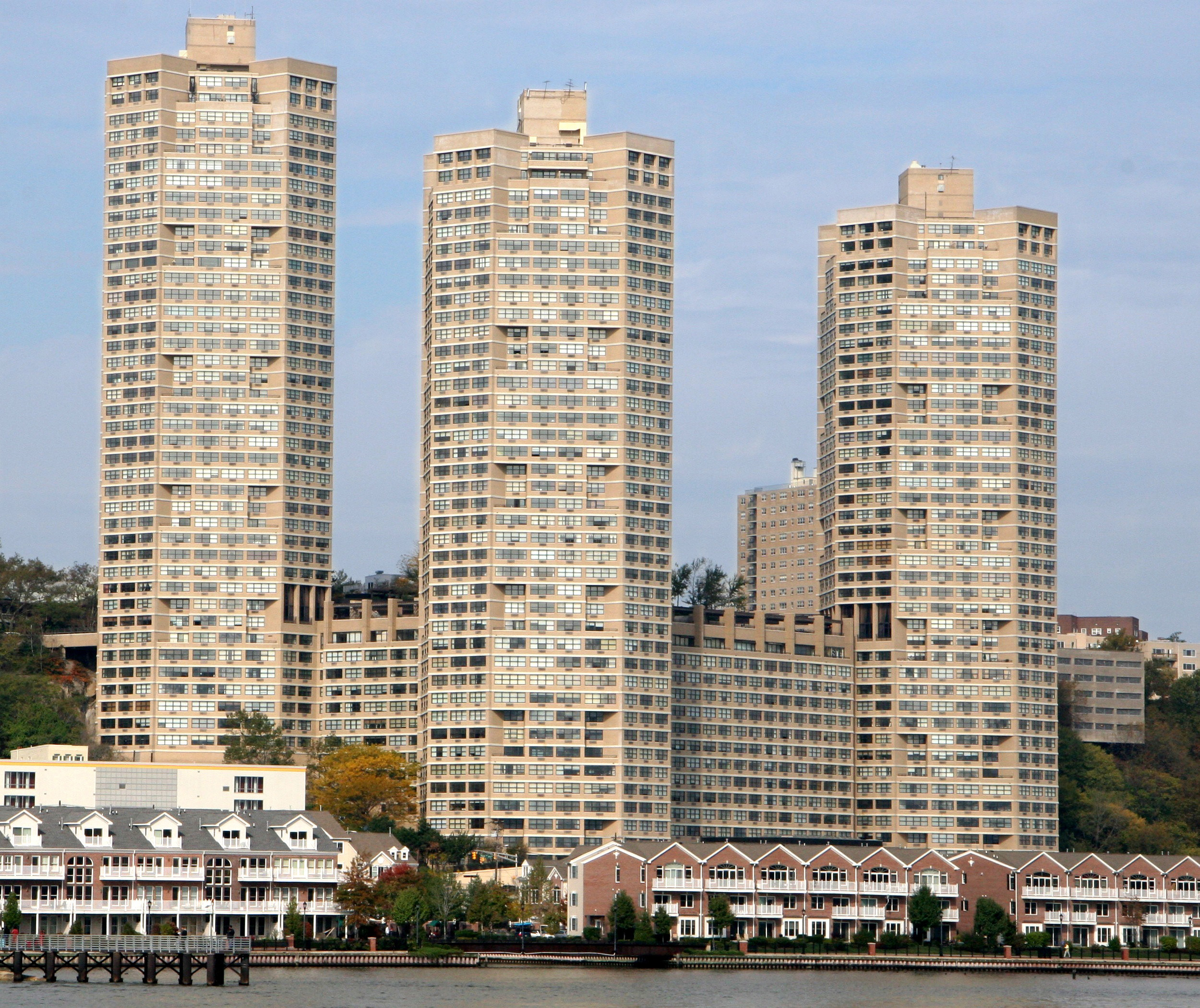
星系大樓

古滕貝格（Guttenberg）是美國紐澤西州哈德遜縣的一座城鎮。古滕貝格的轄區面積僅0.62平方公里，卻有12,017名居民，使其成為美國人口密度最高的城鎮。約有五分之一的居民居住於星系大樓建築群中。